# ハーパス機動防空システム
ハーパス機動防空システム（ハーパスきどうぼうくうシステム）は、セルビア軍事技術研究所が発表した最新型の対空戦車である。

## 概要
2023年9月の防衛展示会パートナー2023にてセルビア軍事技術研究所が発表した砲・ミサイル複合システム。
機動化部隊の防空を目的としており、セルビア版T-72であるM-84の車体に40mm機関砲と連装ミサイルポッドを左右に装備した砲塔を載せている。
ミサイルは赤外線画像誘導と電波ホーミング誘導の2種類が搭載できる。火砲は3700m、ミサイルは8km、もしくは12kmの射程を持つ。2024年に試験が実施される予定。
| サブスタブ | この項目は、まだ閲覧者の調べものの参照としては役立たない、書きかけの項目です。この項目を加筆・訂正などしてくださる協力者を求めています。このテンプレートは分野別のサブスタブテンプレートやスタブテンプレート（Wikipedia:分野別のスタブテンプレート参照）に変更することが望まれています。 |